# یواس‌اس اتو (سی‌وی‌یی-۱۰۲)
یواس‌اس اتو (سی‌وی‌یی-۱۰۲) (به انگلیسی: USS Attu (CVE-102)) یک کشتی بود که طول آن ۵۱۲ فوت (۱۵۶ متر) بود. این کشتی در سال ۱۹۴۴ ساخته شد.